# Долерус короткокрилий
Долерус короткокрилий (Dolerus subalatus) — вид комах з родини Tenthredinidae.

## Морфологічні ознаки
Тіло й вусики чорні. Крила скорочені, покривають черевце до 6–7 терґітів. Запушення крил блідо-сіре. Ноги чорні, лише колінця всіх ніг широко руді. Черевце дрібно шагреньоване, лише перший тергіт гладенький, блискучий. Довжина тіла — 7,5–9 мм.

## Поширення
Ареал охоплює територію півдня та південного сходу України, південних областей європейської частини Росії та деякі райони північного Кавказу. В Україні знайдено у Херсонській, Дніпропетровській та Луганській областях. Чисельність незначна.

## Особливості біології
Дає одну генерацію на рік. Імаго активні у квітні–травні. Тримаються у злаково-осоковому різнотрав'ї, переважно біля боліт, струмків і річок. Самці гарно літають, самиці брахіптерні й не здатні до польоту. Яйця відкладають у листки злакових (в тому числі пирію), на яких живляться личинки.

## Загрози та охорона
Загрози: можливо, осушення степових блюдець, пересихання струмків і річок.
Треба докладніше вивчити особливості біології виду, виявити і взяти під охорону місця його перебування. Охороняється у БЗ «Асканія-Нова».